# Conferència de l'ONU sobre el Canvi Climàtic 2019
La XXV Conferència de les Nacions Unides sobre Canvi Climàtic de 2019 va ser la vint-i-cinquena conferència de les parts de la Convenció Marc de l'ONU sobre el canvi climàtic (COP25), que es va realitzar entre el 2 i el 15 de desembre de 2019 a Madrid sota la presidència de Xile. Va incloure també la 15ena reunió de les parts del Protocol de Kioto (CMP15) i la segona reunió de les parts de l'Acord de París (CMA2).
Originalment la conferència s'havia de realitzar a Brasil, però el govern brasilè va desistir a finals de 2018. Aleshores Xile en va assumir la presidència, establint la seu a Santiago però les protestes ciutadanes van provocar el canvi de seu a Madrid a poc més d'un mes de la seva celebració.